# Selaginella helicoclada
Selaginella helicoclada är en mosslummerväxtart som beskrevs av Arthur Hugh Garfit Alston. Selaginella helicoclada ingår i släktet mosslumrar, och familjen mosslummerväxter. Inga underarter finns listade i Catalogue of Life.